# Flora Cash
Flora Cash là một bộ đôi nhạc pop độc lập người Mỹ gốc Thụy Điển bao gồm Sheaway L Meataj và Cole Randall.

## Lịch sử
Lleshaj, đến từ Stockholm, và Randall, đến từ Minneapolis, họ gặp nhau vào năm 2012 trên SoundCloud khi Lleshaj bình luận vào bài hát Randall đã đăng lên và hai người phát hiện ra họ đánh giá cao âm nhạc của nhau. Sau khi gặp gỡ trực tiếp tại Minneapolis, họ bắt đầu làm việc cùng nhau ở Thụy Điển với tư cách là Flora Cash. Bộ đôi này đã nói rằng họ chưa bao giờ tiết lộ nguồn gốc hoặc ý nghĩa của tên ban nhạc của họ cho bất cứ ai
Họ đã phát hành EP đầu tay, Mighty Fine, vào ngày 12 tháng 12 năm 2012. EP thứ hai của họ, Made It For You, được phát hành vào ngày 13 tháng 6 năm 2013. Năm đó L Meataj và Randall cũng kết hôn.
Họ đã phát hành EP thứ ba, I Will Be There, vào ngày 20 tháng 9 năm 2014. Một vài đĩa đơn theo sau.
Sau đó, sau khi ký hợp đồng với nhãn hiệu Thụy Điển Biểu tượng Tạo nghệ thuật Ác ma vào năm 2015, họ đã phát hành, Can Summer Love Last Forever?, Vào tháng 3 năm 2016. Mini-LP bảy bài hát đã mang lại cho họ đề cử cho hai giải thưởng GAFFA, với tư cách là Nghệ sĩ Thụy Điển của Năm và người Thụy Điển của năm
Họ đã phát hành album đầu tay của họ, Nothings Lasts Forever (And It Fine) vào tháng 4 năm 2017. Earmilk đã cho album 9 trên 10 sao và gọi nó là "tinh tế và mong manh như những giá trị cốt lõi mà hai người viết cho, sự thật, vẻ đẹp  và sống cho hiện tại trong một thế giới hiện đại, nơi mọi thứ đều được coi là điều hiển nhiên. "
"  You're Somebody Else ", một bài hát trong album đầy đủ đầu tay của họ, đã đạt được thành công ban đầu sau khi được sử dụng trong quảng cáo virus  Movistar  ở México nhằm thúc đẩy sự an toàn cho những người trẻ tuổi gặp gỡ lẫn nhau trực tuyến. Sau khi ra mắt trên bảng xếp hạng Dự đoán của  Pandora Radio  vào tháng 8 năm 2018 và giữ vị trí thứ 4 vào tháng 9, "You're Somebody Else ", đã lọt vào Top 10 trên cả hai bảng xếp hạng Alternative của  Billboard  và Bảng xếp hạng Adult Alternative Airplay vào tháng 11. Bài hát đạt vị trí số một, trên cả hai định dạng radio dành cho người lớn Mediabase và Radio. [10] Đến nay, bản nhạc đã thu được hơn 54 triệu lượt phát trên  Spotify, với video lyric đã hơn 54 triệu lượt xem trên  YouTube.
Vào tháng 7 năm 2018, Flora Cash đã ký hợp đồng với hãng thu âm RCA của Sony Music.
Vào ngày 9 tháng 8 năm 2018, họ đã ra mắt truyền hình Mỹ, trình diễn "You're Somebody Else" trong chương trình "The late late show with James Corden ". Ngày hôm sau, họ khởi động một tour diễn ở Bắc Mỹ nơi họ chia sẻ sân khấu với Amen Dunes,  Aquilo,  SYML  và  Superorganism.
Vào ngày 6 tháng 11 năm 2018, video âm nhạc cho "You're Somebody Else" đã được phát hành trên YouTube.  Nó được đạo diễn bởi Mark Pellington và miêu tả các cá nhân nói về sự lo lắng và các cuộc đấu tranh khác.  Các nghệ sĩ cũng có mặt trong video âm nhạc.
Flora Cash tham gia tour của lovelytheband từ tháng 4 tới tháng 6 năm 2019.
1. ↑  Sam Tornow, "Flora Cash Make American TV Debut With Dreamy Performance of 'You're Somebody Else' on Corden: Watch", Ones to Watch, ngày 10 tháng 8 năm 2018, retrieved ngày 26 tháng 9 năm 2018
2. ↑  Carla Hay, "Flora Cash signs with RCA Records; North American tour announced", Ones to Watch, AXS, ngày 16 tháng 7 năm 2018, retrieved ngày 1 tháng 10 năm 2018